# Ludovic Castard
Ludovic Castard est un joueur français de volley-ball né le 18 janvier 1983 à Clichy (Hauts-de-Seine). Il mesure 1,95 m et joue réceptionneur-attaquant ou attaquant. Il totalise 95 sélections en équipe de France.

## Clubs
| Club                  | De         | À         |
| --------------------- | ---------- | --------- |
| Arago de Sète         | 2003-2004  | 2005-2006 |
| Paris Volley          | 2006-2007  | 2007-2008 |
| AS Cannes             | 2008-2009  | 2009-2010 |
| Panathinaikos Athènes | oct 2010   | oct 2010  |
| Fart Kielce           | oct 2010   | mai 2011  |
| Arago de Sète         | janv 2012  | mai 2012  |
| Montpellier UC        | 2012-2013  | 2012-2013 |
| Exprivia Molfetta     | avril 2013 | mai 2013  |
| AS Cannes             | 2013-2014  | ...       |

## Palmarès

### Club
- Ligue mondiale
  - Finaliste : 2006
- Championnat de France (2)
  - Vainqueur : 2007, 2008
  - Finaliste : 2005, 2010
- Championnat d'Europe des mois de 21 ans
  - Finaliste : 2002

### Distinctions individuelles
- MVP du Championnat d'Europe des mois de 21 ans 2002